# Julia Bammer
Julia Bammer (* 28. Jänner 1988 in Linz) ist eine österreichische Politikerin (NEOS). Seit dem 23. Oktober 2021 ist sie Abgeordnete zum Oberösterreichischen Landtag.

## Leben

### Ausbildung und Beruf
Julia Bammer besuchte nach der Volksschule in Nußdorf am Attersee das Bundesgymnasium Vöcklabruck, wo sie 2006 maturierte. Anschließend  begann sie ein Studium der Rechtswissenschaften an der Universität Wien, das Studium schloss sie 2010 als Magistra ab. Danach war sie bis 2012 Universitätsassistentin am Institut für Strafrecht und Kriminologie der Universität Wien und von 2013 bis 2016 als Juristin bei der Finanzmarktaufsicht (FMA). Parallel dazu belegte sie von 2014 bis 2016 einen Universitätslehrgang an der Wirtschaftsuniversität Wien.
2016 promovierte sie an der Universität Wien mit einer Dissertation zum Thema Pornographische Darstellungen Minderjähriger: § 207a StGB zum Doktor der Rechtswissenschaften (Dr. iur.). 2016/17 absolvierte sie ihr Gerichtsjahr, danach war sie als Juristin bei der Lebenshilfe Vorarlberg sowie von 2019 bis 2021 als Compliance-Verantwortliche bei der Raiffeisenbank Salzkammergut tätig.

### Politik
Bammer wurde im Dezember 2020 in den Landesvorstand von NEOS Oberösterreich gewählt. Bei der Landtagswahl in Oberösterreich 2021 kandidierte Bammer im Landtagswahlkreis Traunviertel für NEOS, die 4,23 Prozent der gültigen Stimmen erreichten und damit mit zwei Mandaten – neben Bammer Spitzenkandidat und Klubobmann Felix Eypeltauer – den Einzug in den Oberösterreichischen Landtag schafften.
Am 23. Oktober 2021 wurde sie in der konstituierenden Sitzung der XXIX. Gesetzgebungsperiode als Abgeordnete zum Oberösterreichischen Landtag angelobt. Nach der Gemeinderatswahl 2021 wird sie außerdem mit November 2021 Gemeinderätin in der Stadtgemeinde Gmunden.